# Folyamat Társaság
Folyamat Társaságot képzőművészek alapították 1991-ben Budapesten abból a célból, hogy közös kiállításokat rendezzenek. Évente átlagosan két kiállítást rendeznek már több mint húsz éve. Legelső kiállításukat „Barlangművészet” címen rendezték a Budapest Galéria Szabadsajtó úti kiállítótermében. Krónikásuk Takács Ferenc (1948) irodalomtörténész.

## A társaság tagjai
| - Bakonyi Mihály festőművész - Bakos Ildikó szobrászművész - Balás Eszter szobrászművész - Balogh Géza festő-szobrászművész - Bikácsi Daniela festőművész - Bodor Anikó grafikusművész - Budahelyi Tibor szobrászművész - Csáji Attila képzőművész - Eleőd Ákos építőművész - Harsay Ildikó textilművész - Hauser Beáta gobelinművész - Israel De Fonseca festőművész - Illényi Tamara festőművész - Kuchta Klára képzőművész - Lévay Jenő grafikusművész - Luzsicza Árpád festő-grafikusművész | - M. Novák András festőművész - Nádorfi Lajos operatőr-fotóművész - Nyerges Éva gobelinművész - Oláh Máté Gergő grafikusművész - Oláh Tamás gobelinművész - Olajos György grafikusművész - Péter Ágnes szobrászművész - Szily Géza festőművész - Székhelyi Edith festőművész - Szurcsik József festő-grafikusművész - Tahin Gyula fotóművész - Takács Ferenc irodalomtörténész - Ványai Magdolna festőművész - Velazquez Israel festőművész - Zsemlye Ildikó szobrászművész |